# نهائي كأس الكونفيدرالية الإفريقية 2024
نهائي كأس الكونفيدرالية الأفريقية 2023–24، هو نهائي النسخة الحادية والعشون من بطولة كأس الكونفيدرالية الأفريقية لموسم 2023–24، جمع النهائي بين فريقي نهضة بركان من المغرب والزمالك من مصر في تكرار لنهائي كأس الكونفيدرالية الإفريقية 2019 الذي جمع بين الفريقين، فاز الزمالك باللقب استنادًا لقاعدة الهدف الاعتباري بعد تعادل الفريقين في النتيجة الإجمالية للمبارتين 2–2 ليحقق لقبه الثاني في المُسابقة ويتأهل لكأس السوبر الإفريقي 2024.

## الفرق
| الفريق     | المنطقة      | حضور سابق في المباراة النهائية (الخط الغليظ يشير إلى بطل تلك النسخة) |
| ---------- | ------------ | -------------------------------------------------------------------- |
| نهضة بركان | شمال أفريقيا | 3 (2019، 2020، 2022)                                                 |
| الزمالك    | شمال أفريقيا | 1 (2019)                                                             |

## المباريات

### مباراة الذهاب
| نهضة بركان                  | 2 – 1 | نادي الزمالك  |
| --------------------------- | ----- | ------------- |
| - دايو 13' (ض.ج) - طايف 32' | تقرير | - الجزيري 46' |

| نهضة بركان | الزمالك |

### مباراة الإياب
| الزمالك  | 1 – 0 | نهضة بركان |
| -------- | ----- | ---------- |
| حمدي 23' | تقرير |            |

| الزمالك | نهضة بركان |

## اُنظر أيضاً
- نهائي دوري أبطال أفريقيا 2024
- كأس السوبر الإفريقي 2024